# 304233 Majaess
304233 Majaess è un asteroide della fascia principale. Scoperto nel 2006, presenta un'orbita caratterizzata da un semiasse maggiore pari a 2,8638323 UA e da un'eccentricità di 0,0698747, inclinata di 12,62140° rispetto all'eclittica.